# Chinese Taipei Open 1980
Die Chinese Taipei Open 1980, auch als Taiwan Masters 1980 bezeichnet, fanden vom 11. bis zum 13. Januar 1980 in Taipeh als Einladungsturnier statt. Das Mixed wurde nicht ausgespielt. Es war die erste Auflage dieser internationalen Meisterschaften von Taiwan im Badminton.

## Sieger und Platzierte
| Disziplin    | Gold                    | Silber                         | Bronze                          |
| ------------ | ----------------------- | ------------------------------ | ------------------------------- |
| Herreneinzel | Flemming Delfs          | Iie Sumirat                    | Ray Stevens                     |
| Herreneinzel | Flemming Delfs          | Iie Sumirat                    | Hastomo Arbi                    |
| Dameneinzel  | Lene Køppen             | Jane Webster                   | Joke van Beusekom               |
| Dameneinzel  | Lene Køppen             | Jane Webster                   | Lim Swei-ying                   |
| Herrendoppel | Hadibowo Bobby Ertanto  | Flemming Delfs Steen Skovgaard | Stefan Karlsson Claes Nordin    |
| Herrendoppel | Hadibowo Bobby Ertanto  | Flemming Delfs Steen Skovgaard | Liao Kun-fu Chung Tsung-lieh    |
| Damendoppel  | Nora Perry Jane Webster | Lene Køppen Kirsten Larsen     | Joke van Beusekom Marjan Ridder |
| Damendoppel  | Nora Perry Jane Webster | Lene Køppen Kirsten Larsen     | Lim Swei-ying Lai Chuk          |

## Finalresultate
| Disziplin    | Sieger                  | Finalist                       | Ergebnis          |
| ------------ | ----------------------- | ------------------------------ | ----------------- |
| Herreneinzel | Flemming Delfs          | Iie Sumirat                    | 15–7, 8–15, 18–16 |
| Dameneinzel  | Lene Køppen             | Jane Webster                   | 12–9, 11–5        |
| Herrendoppel | Hadibowo Bobby Ertanto  | Flemming Delfs Steen Skovgaard | 18–13, 15–5       |
| Damendoppel  | Nora Perry Jane Webster | Lene Køppen Kirsten Larsen     | 15–5, 15–7        |